# Мангеймский дворец
Мангеймский дворец (нем. Schloss Mannheim) — барочная резиденция правителей Курпфальца на берегу Рейна в городе Мангейме. Курфюрст переехал в Мангейм из Гейдельбергского замка в 1720 году и постоянно проживал во дворце до 1777 года, после чего по условиям Тешенского мира уехал править Баварией в Мюнхен. В настоящее время дворец занят Мангеймским университетом.
Дворец строился в 1720—1760 годы во время правления пфальцских курфюрстов Карла III Филиппа и Карла Теодора. При длине фасада в 450 метров и обустроенной площади в 6 гектаров, резиденция принадлежит к крупнейшим дворцам Европы XVIII века. Курфюрст настоял, чтобы его дворец имел на одно окно больше, чем служивший для него образцом Версаль. Строительство финансировалось отчасти через специальный налог, взимаемый у населения Пфальца. В летнее время курфюрст, как правило, уезжал из Мангейма в Шветцингенский дворец. Мангеймский двор славился на всю Европу своей любовью к музыке (см. мангеймская школа).
Начиная от дворца и до реки Неккар простирается исторический центр города — так называемые «квадраты» — прямоугольные блоки зданий, разделённые улицами, перпендикулярными и параллельными стенам дворца Квадраты носят названия, состоящие из буквы и числа (например, «A1» или «M7»), которые распределены относительно дворца и главной улицы города, проходящей от фасада дворца до моста через Неккар. Эта улица носит название Kurpfalzstrasse, но горожанами именуется исключительно как Широкая улица (нем. Breite Strasse). Она находится наполовину в пешеходной зоне, в которой расположены многочисленные магазины и административные здания.
Во время Второй мировой войны дворец был почти полностью разрушен, с 1956 по 1961 отстраивался заново. Позже частично перестраивался и приводился в вид, более соответствующий довоенному.

Дворец в 2002 году